# Service d'ordre légionnaire
Pour les articles homonymes, voir Sol.
Ne doit pas être confondu avec Patrouille de la Légion étrangère.
Le Service d'ordre légionnaire (SOL) est une organisation politique et paramilitaire de choc du régime de Vichy, pendant la Seconde Guerre mondiale. Créé à l'été 1941, il est le précurseur de la Milice française, créée en janvier 1943.

## Histoire
Après le vote des pleins pouvoirs constituants au maréchal Pétain le 10 juillet 1940, Joseph Darnand (ancien combattant de 1914-1918 et de 1939-1940, mais aussi membre de La Cagoule, organisation terroriste d'extrême droite), se rallie à la révolution nationale et prend la tête de la nouvelle « Légion française des combattants » (LFC), dans les Alpes-Maritimes.

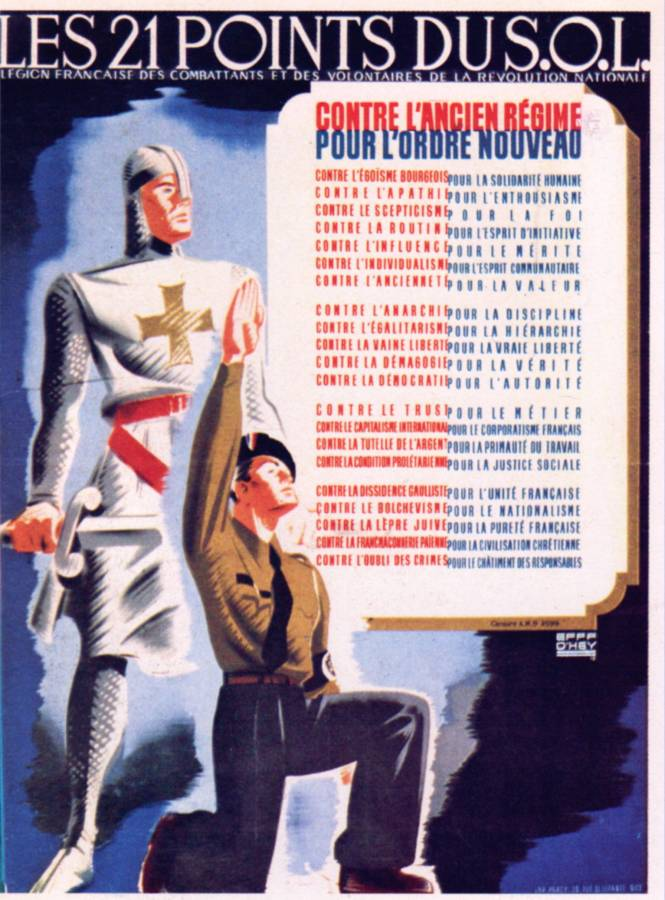
Affiche de propagande.

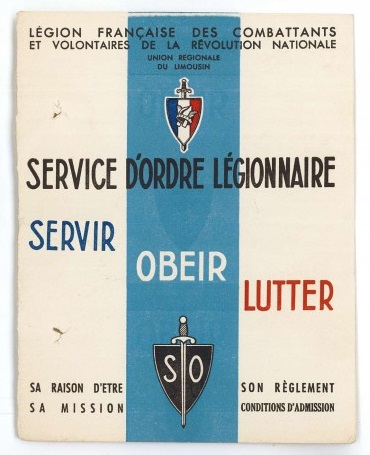
Brochure.

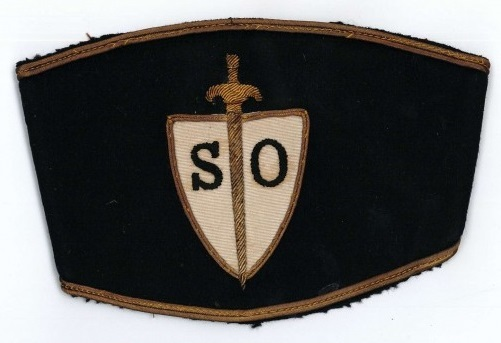
Brassard.

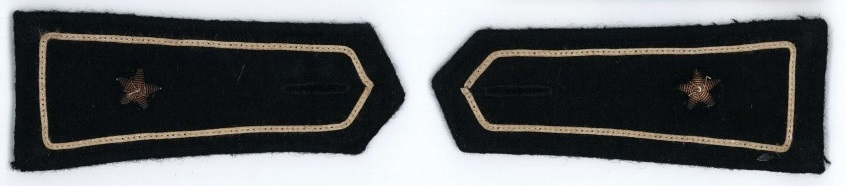
Épaulettes.

C'est alors, à l'été 1941, qu'il y crée le Service d'ordre légionnaire, organisation de choc ouverte aux membres de la Légion française des combattants. Par la suite, cet organisme est étendu, le 12 décembre 1941, à toute la zone sud et à l'Afrique du Nord, où il rassemble les partisans les plus déterminés de la révolution nationale. L'initiative de cette nouvelle organisation revient à Pierre Gallet, Marcel Gombert et Jean Bassompierre, tandis que son programme est codifié par le même Bassompierre, Noël de Tissot et le docteur Durandy, en particulier les « vingt et un points du SOL » (repris ensuite par la Milice).
Ce SOL prône le culte du chef, le rejet de la démocratie, l'anticommunisme, l'antisémitisme, mais aussi la collaboration avec l'occupant bien illustrés par le serment officiel : « […] je jure de lutter contre la démocratie, la lèpre juive et la dissidence gaulliste ».
Le commandement national du SOL ayant été attribué, en janvier 1942, à Darnand, celui-ci s’installe à Vichy. Il y affiche des positions ouvertement collaborationnistes et ne cesse jamais de recevoir officiellement le soutien du maréchal Pétain, sauf tout à la fin du régime, à partir du 6 août 1944.
Lors du débarquement du 8 novembre 1942 en Afrique du Nord, Darnand donne l’ordre aux unités SOL de résister aux Alliés. Le maréchal salue dans un discours du 5 janvier 1943 le « dévouement », le « dynamisme », la « fidélité » et l'« esprit de sacrifice » des SOL qui ont, aux côtés de l’Armée d'Afrique, combattu contre les Alliés. Si, à Alger les 2 300 SOL sont neutralisés quelque temps lors du putsch du 8 novembre 1942, le secrétaire britannique aux Affaires étrangères Anthony Eden constate que « […] le Service d'ordre légionnaire et autres organisations fascistes du même genre poursuivent leurs activités et persécutent nos anciens partisans […] ».
Pétain annonce, le 5 janvier 1943, la transformation du SOL en une force autonome : la « Milice française »,. C'est ainsi que Pierre Laval, en accord avec le maréchal Pétain, décide de la créer, par la loi du 30 janvier 1943. Il en devient le chef, avec Joseph Darnand pour adjoint.

## Hymne du SOL
L'hymne du SOL porte le nom de Chant des cohortes, dont les paroles sont d'Antoine Quebriac, la musique de Pierre de Prous et Georges Bailly . Cet hymne sera, avec quelques modifications mineures, repris par la Milice. Les paroles de ce chant résume les grandes lignes du programme politique du SOL.
Refrain :

A genoux nous fîmes le serment,

Légionnaires de mourir en chantant,

S’il le faut pour la Nouvelle France !

Amoureux de gloire et de grandeur,

Tous unis par la même ferveur,

Nous jurons de refaire la France,

A genoux, nous fîmes ce serment.
Joseph Darnand entonnera le refrain du Chant des cohortes lors de son exécution, le 10 octobre 1945.

## Images

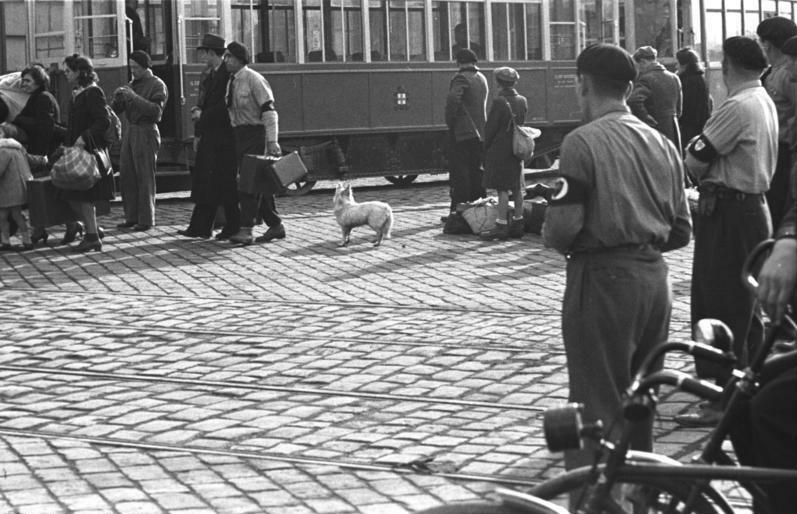
Membres du SOL à la rafle de Marseille en janvier 1943.
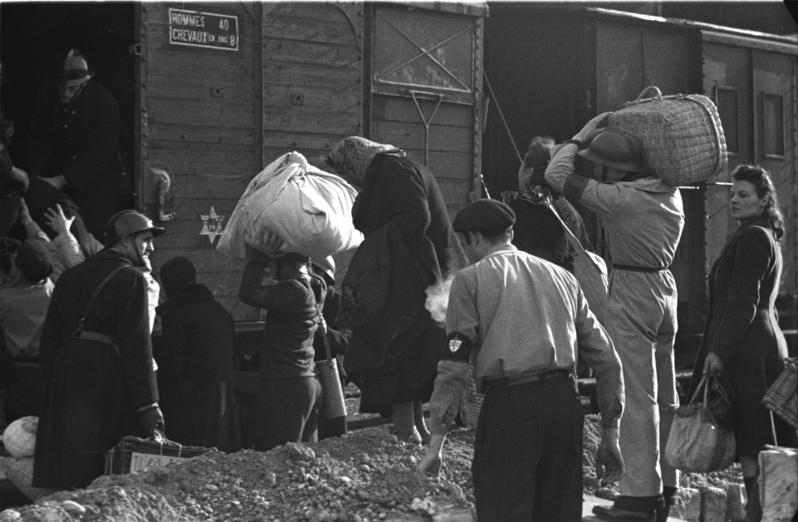
Membre du SOL à la rafle de Marseille en janvier 1943.